# Le Déjeuner de Sousceyrac
Le Déjeuner de Sousceyrac est un roman de Pierre Benoit publié chez Albin Michel en 1931. Cette œuvre fait partie des trois romans quercynois (avec Alberte et Lunegarde) de l’écrivain qui résida à Saint-Céré (Lot).

## Résumé
Philippe Mestre retournant à Paris avec un collègue de travail, Jean Métérié, s'arrête dans un restaurant tenu par M. et Mme Prunet à Sousceyrac, petite ville du Ségala lotois, dans le département du Lot où il passait ses vacances enfant.
Par hasard il apprend que sa vieille tante, Mlle Ernestine Lauzès, brouillée avec sa famille, et autrefois sans le sou a laissé à sa mort une grosse somme d'argent ; un marchand de bois du village a été désigné comme légataire. Philippe s'en étonne et décide de rester au village pour mener l'enquête. 
Il rencontre également Armande, épouse de Léonce Cajarc, un important propriétaire et personnage assez brutal et grossier, lui-même fils de l'héritier de Melle Lauzès.
Au fil de l'enquête, Philippe découvre que le marchand de bois, Jean-Baptiste Cajarc, avait jadis aidé financièrement Ernestine Lauzès en mettant en valeur une forêt dont elle était propriétaire, lui évitant la famine et la ruine. La vieille femme avait ensuite eu l'heureuse surprise de céder, pour un prix exorbitant, des terres sans valeur, se constituant ainsi un confortable capital financier grâce auquel elle avait édifié une fortune immobilière. Ses dernières volontés prévoyaient que sa fortune serait léguée au couvent de Sousceyrac, mais une machination ourdie par Jean-Baptiste Cajarc, qui a fait du notaire du village (et père d'Armande) son homme de paille, en a décidé autrement ...
Philippe s'éprend d'Armande, qui finira par le dissuader de revendiquer l'héritage de sa tante mais deviendra finalement sa maîtresse.

## Source d'inspiration
C'est évidemment le village de Sousceyrac et la rude montagne du Ségala lotois qui inspirent Pierre Benoit et dont il trace un portrait sans indulgence. Pierre Benoit connaissait bien la région, ayant séjourné fréquemment à Saint-Céré, petite ville proche de Sousceyrac.

## Adaptation à la télévision
- 1990 : Le Déjeuner de Sousceyrac, téléfilm français réalisé par Lazare Iglesis, avec Hélène Vincent, Claude Brosset et Jean-Yves Berteloot

## Éditions
Ce roman a été publié chez plusieurs éditeurs.
- Paris, Éditions Albin Michel, 1931 Édition originale
- Paris, Fayard, coll. « Le livre de demain », (no 56), 1954
- Paris, Le Livre de poche, (no 633), 1960  (ISBN 978-2-253-09995-6)
- Stuttgart, Klett, coll. « Easy Readers - Facile à lire », 1978  (ISBN 978-3-12-599390-7)
- Copenhague, Grafisk Vorlag, coll. « Easy Readers - Facile à lire », 1978  (ISBN 978-87-429-7751-4)